# Kakerlak (film)
|  | Denne artikel er oprettet af botten Steenthbot ud fra en ekstern database. Den kan derfor have sproglige fejl eller mangler. Denne skabelon kan fjernes efter kontrol af indholdet. |

Kakerlak er en dansk kortfilm~ fra 2021 instrueret af Kasper Juhl.

## Medvirkende
- Frederik Carlsen, Silas
- Miriam Majcherek, Emma
- Mie Gren, Catharina
- Peter Gantzler, Anker
- Claus Flygare, Præst
- Katrine Bogh, Socialarbejder
- Lasse Voss, Rasmus
- Siff Andersson, Hannah
- Daniel B. Dikov, Sygeplejerske
- Hanne Løvendahl, Kvinde i kirke
- Lars Rasmussen[flertydigt link ønskes præciseret], Sygeplejerske